# Tom Holland (spisovatel)
Thomas Holland (* 5. ledna 1968, Broad Chalke) je britský spisovatel. Z jeho literárního díla jsou nejznámější populárně-naučné knihy, věnující se zejména ranému středověku a počátkům islámu. Zároveň je tvůrcem rozhlasových a televizních historických pořadů.
Vystudoval anglickou a antickou latinskou literaturu na univerzitě v Cambridgi, doktorát pak získal na univerzitě v Oxfordu. Poté pracoval v BBC, kde adaptoval Hérodota, Homéra, Thukydida a Vergilia pro rozhlasové vysílání. Jeho dokument Islam: The Untold Story vyvolal vášnivé reakce, autor dokonce obdržel několik výhrůžek smrtí. Pro BBC Tom Holland připravil v roce 2011 pořad Dinosaurs, Myths and Monsters, je také autorem řady fantastických románů a proslavil se trilogií námětově čerpající ze života lorda Byrona. Za knihu Rubikon, v níž reinterpretuje dějiny posledních desetiletí římské republiky, mu byla udělena Cena Hessella-Tiltmana za historii za rok 2004. Kniha Perský oheň byla oceněna Runcimanovou cenou.
Tom Holland je ženatý, má dvě dcery a žije v Brixtonu.
Česky vyšly tyto Hollandovy knihy:
- Zavátí pískem (1998, čeky 2002) – román
- Rubikon. Triumf a tragédie římské republiky. (2003, česky 2005)
- Perský oheň. První světová velmoc a boj o Západ. (2005, česky 2007)
- Ve stínu meče. Zápas o celosvětovou říši a konec starého světa. (2012, česky 2015)
- Dynastie. Vzestup a pád Caesarova rodu'.' (2015, česky 2018)